# غیضه
الغیضة (به عربی: الغیضة) یک منطقهٔ مسکونی در یمن است که در استان مهره واقع شده‌است.